# Заграва (газета)
Загра́ва — видання Львівської обласної організації Конгресу українських націоналістів.
Заснована 20 квітня 1991 року з ініціативи Крайового Провідника ОУН Зеновія Красівського.
Реєстраційне свідоцтво ЛВ № 190 від 10 жовтня 1994 року.

## Редакційна колегія
М. Пшевлоцький, Микола Магас, І. Данилиха, М. Козак, А. Микуш, Я. Лемик, Н. Улинець, І. Губка, Марія Магас, Т. Метик, І. Поломаний, М. Білий.